# Шерстенников, Лев Николаевич
Лев Николаевич Шерстенников (род. 1938, Уфа) — известный советский фотограф, фотожурналист. Заслуженный работник культуры Российской Федерации (1999).

## Биография
1955 — Ленинградский институт киноинженеров (ЛИКИ).
1957 — появляются его первые снимки в печати: «Советское фото», ленинградские газеты «Смена», «Вечерний Ленинград», «Ленинградская правда».
1960 — после окончания института возвращается в Уфу. Работает на телестудии. Вскоре уходит в местную газету «Ленинец», одновременно — внештатный фотокорресподент «Известий», «Литературной газеты», «Советской России».
1962 — приезжает в Москву и вскоре поступает на работу в «Литературную газету».
С 1963 — фотокорреспондент журнала «Огонек».
С середины 1960-х годов являлся членом редколлегии журнала «Советское фото».
Совместно с коллегой по «Огоньку» и другом замечательным фотографом Геннадием Копосовым выпускает насколько книг и альбомов: «В фокусе — фоторепортёр» (1967), «Мы» (1970), «Здравствуй, Сибирь!» (1972), «Автоград» (1975) и др.

## Награды и премии
- Заслуженный работник культуры Российской Федерации (16 декабря 1999 года) — за заслуги в области печати и в связи со 100-летием со дня выхода первого номера журнала[1]
- Лауреат премии «Золотой Глаз России».
- Лауреат премии журнала «Огонёк» 2005 года.